# Großer Knallstein
Der Große Knallstein ist ein 2599 m ü. A. hoher Berg in den Schladminger Tauern in der Steiermark (Österreich). Der Gipfel befindet sich ca. 5 km Luftlinie westlich von Sankt Nikolai im Sölktal. Der markierte Normalanstieg ist bei schneefreien und trockenen Verhältnissen relativ einfach zu begehen. Der Große Knallstein ist ein guter Aussichtsberg.

## Anstieg
Der Normalanstieg führt in ca. 4 bis 4½ Stunden von St. Nikolai im Sölktal (1127 m), zuerst auf einer Forststraße, dann auf einem Karrenweg an der unbewirtschafteten Kaltherberghütte (1608 m) vorbei, weiter auf einem Steig, den Unteren und Oberen Klaftersee passierend und schließlich in nordwestlicher Richtung über einen Kamm, relativ steil zum Gipfel mit Kreuz.